# Попелювек
Попелювек (пол. Popielówek) — село в Польщі, у гміні Любомеж Львувецького повіту Нижньосілезького воєводства.
Населення — 117 осіб (2011).
У 1975-1998 роках село належало до Єленьоґурського воєводства.

## Демографія
Демографічна структура станом на 31 березня 2011 року:
|          | Загалом | Допрацездатний вік | Працездатний вік | Постпрацездатний вік |
| -------- | ------- | ------------------ | ---------------- | -------------------- |
| Чоловіки | 57      | 7                  | 47               | 3                    |
| Жінки    | 60      | 9                  | 38               | 13                   |
| Разом    | 117     | 16                 | 85               | 16                   |